# Trận Luzon
Trận Luzon là một trận đánh trên bộ nằm trong chiến tranh Thái Bình Dương thuộc Chiến tranh Thế giới lần II diễn ra giữa lực lượng quân Đồng Minh bao gồm Hoa Kỳ và Philippines, chống lại Đế quốc Nhật Bản. Với chiến thắng cuối cùng về phía quân Đồng Minh. Mặc dù đến tháng 3, hầu hết các vị trí chiến lược và các cơ sở kinh tế quan trọng đều bị chiếm bởi quân Đồng Minh, nhưng họ phải liên tục chống chọi với các ổ kháng cự của quân Nhật tổ chức trên các ngọn núi cho đến khi Nhật Bản chấp nhận đầu hàng vô điều kiện.

## Bối cảnh
Quần đảo Philippines có một vị trí chiến lược rất quan trọng đối với quân Đồng Minh vì từ đây quân Nhật hiện diện như là mối đe dọa trực tiếp với quân Mỹ trên Thái Bình Dương. Kết quả là đến tháng 9-1941, đã có 135.000 lính cùng với 227 máy bay của quân Nhật đồn trú tại Philippines. Và Luzon hòn đảo lớn nhất thuộc quần đảo Philippines, đã bị Quân đội Đế quốc Nhật Bản chiếm đóng từ năm 1942 trong chiến dịch đánh chiếm Philippines. Tướng Douglas MacArthur, người chịu trách nhiệm phòng thủ Philippines trong thời gia đó được lệnh di tản về Úc, và lực lượng Mỹ còn lại rút lui về bán đảo Bataan.
Vài tháng sau đó, MacArthur bày tỏ ý kiến của ông cho rằng việc chiếm lại quyền kiểm soát Philippines là cần thiết. Chỉ huy chiến trường Thái Bình Dương của Hoa Kỳ Đô Đốc Chester Nimitz và Chỉ huy trưởng các Chiến dịch Hải quân Đô Đốc Ernest King, chống đối ý tưởng ngày, hai vị Đô Đốc cho rằng chiến dịch không thể bắt đầu khi quân Nhật chưa thất bại hoàn toàn. MacArthur phải đợi hai năm cho yêu cầu của mình; đến năm 1944 thì chiến dịch tái chiếm Philippines được thực thi. Hòn đảo Leyte được chọn làm mục tiêu đầu tiên của chiến dịch, nơi diễn ra trận Leyte cuối tháng 12 năm 1944. Theo sau là trận Mindoro và trận Luzon.

## Chuẩn bị
Trước khi lực lượng Mỹ có thể đổ bộ Luzon, họ cần thiết lập một căn cứ đủ gần để làm bàn đạp cho các hành động quân sự về phía hòn đảo. Đặc biệt là căn cứ không quân nhằm có thể hỗ trợ một cách thường xuyên cho các cuộc hành quân bộ binh trên đất liền thông qua yểm trợ không quân. Lúc này, các binh lính dưới quyền Chuẩn tướng William Dunkel đã lấy được hòn đảo Mindoro, với sự hỗ trợ của Đệ thất Hạm đội Hoa Kỳ. Ngày 28 tháng 12, hai căn cứ không quân tại đây được điều khiển bởi người Mỹ và sẵn sàng tiếp ứng cho một cuộc tấn công vào đảo Luzon, vốn đã được lên kế hoạch vào ngày 9 tháng 1-1945. Với việc làm chủ Mindoro, lực lượng Mỹ đã làm chủ mặt Nam đảo Luzon. Tuy nhiên, MacArthur lại dự định đổ bộ tại Lingayen, xa hơn về phía Bắc. Vì từ nơi này lính Mỹ sẽ dễ dàng tiếp cận các con đường bộ và đường sắt trên đảo Luzon dẫn tới thành phố Manila, mục tiêu chính của chiến dịch nằm trên vùng đồng bằng trung tâm đảo.

### Chiến dịch nghi binh
Các máy bay Mỹ liên tục thực hiện các chuyến bay do thám và đánh bom phía Nam Luzon, họ dự định đánh lạc hướng quân Nhật bằng cách làm cho đối phương tin rằng một cuộc đổ bộ lớn sẽ xảy ra từ phía Nam đảo. Ngoài ra, các máy bay vận tải thường xuyên thả người nộm để làm đánh lừa quân Nhật. Đồng thời các tàu rà mìn thực hiện nhiệm vụ của mình tại vịnh Balagan, Batangas, và Tayabas, phía Nam Luzon. Bên cạnh đó các binh lính Philippines đảm trách việc phá hoại ngầm các vị trí phía Nam Luzon. Tuy nhiên, những hành động trên vẫn thất bại trong việc thuyết phục Tướng Yamashita, chỉ huy Quân đội Đế quốc Nhật Bản đóng ở Philippines, và ông đã thiết lập một loạt các vị trí phòng thủ quan trọng trên các ngọn núi và đồi xung quanh vịnh Lingayen phía Bắc Luzon.

## Trận đánh

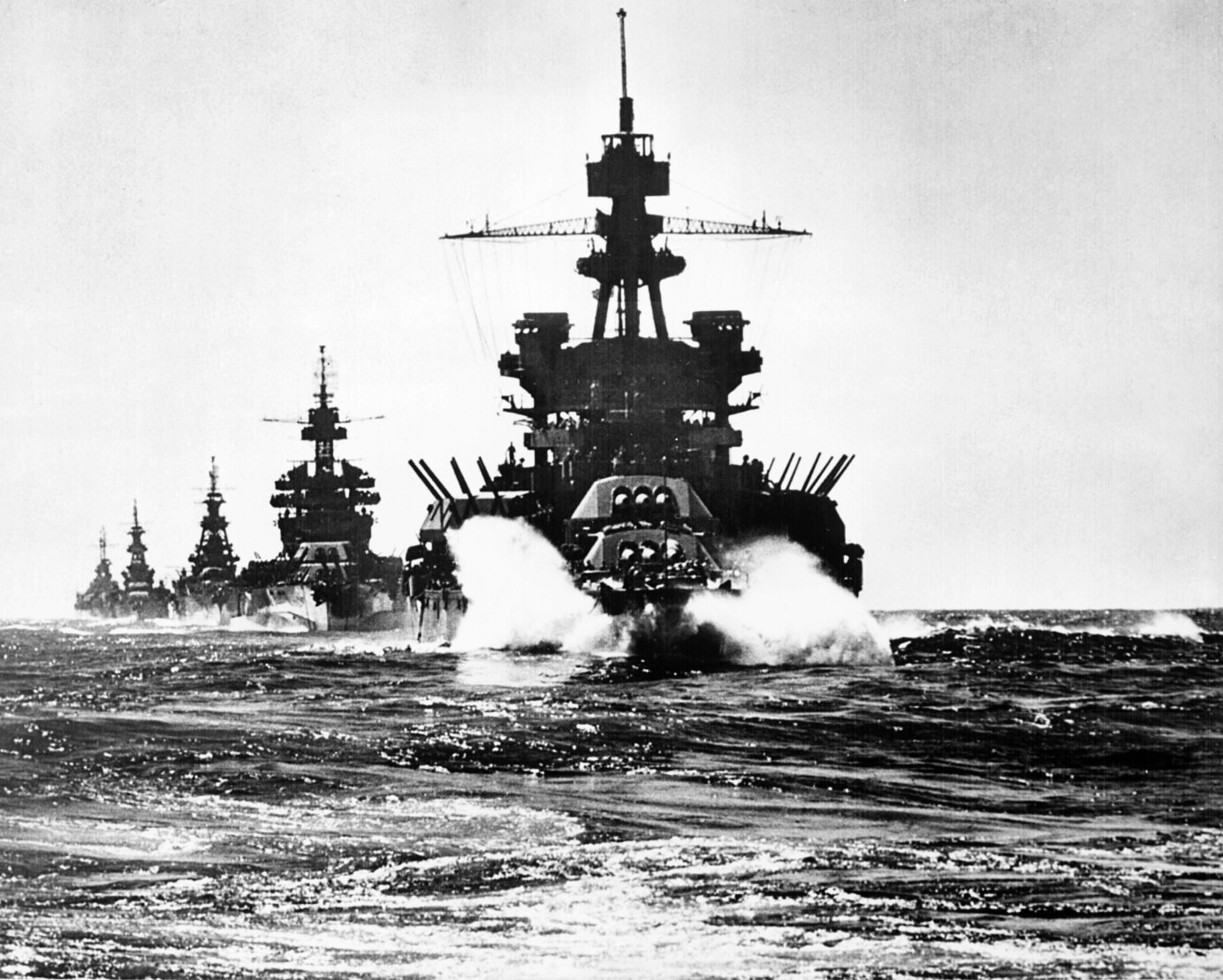
Các tàu chiến USS Pennsylvania (BB-38) và USS Colorado (BB-45) dẫn đầu các tuần dương hạm tiến về vịnh Lingayen cho các chiến dịch bắn phá các vị trí dọc theo bờ biển trước cuộc đổ bộ chính

Trong khi đó cuộc đổ bộ lên Luzon được thực thi theo kế hoạch đã vạch trước vào ngày 9 tháng 1-1945, mang mật danh S-day. Ngay lập tức, lực lượng Nhật đã báo cáo sự hiện diện của 70 tàu chiến Đồng Minh trong vịnh Lingayen. Chiến dịch bắn phá trước cuộc đổ bộ chính bắt đầu vào lúc 07:00h. Tiếp đến, trận đánh vịnh Lingayen mở màng một giờ sau đó. Lực lượng đổ bộ đã vấp phải sự kháng cự mạnh mẽ từ các máy bay thần phong. Kết quả là tàu USS Ommaney Bay đã bị phá hủy sau một cuộc tấn công tự sát của một máy bay thần phong, trong khi vài tàu khu trục và tàu chiến khác cũng bị đánh chìm. Các máy bay từ Đệ tam Hạm đội Hoa Kỳ tham gia hỗ trợ cuộc đổ bộ bằng việc yểm trợ trên không, bắn phá và ném bom các công sự Nhật.
Cuộc đổ bộ lên vịnh Lingayen ngày 9 tháng 1 thực hiện bởi Tập đoàn quân số 6 dưới sự chỉ huy của Tướng Walter Krueger. Xấp xỉ 175.000 lính thuộc Tập đoàn quân số 6 đổ bộ dọc theo bờ biển dài 20 dặm chỉ trong vài ngày, trong khi Quân đoàn Thủy quân lục chiến I bảo vệ những cánh quân của họ. Tiếp sau đó Quân đoàn Thủy quân lục chiến XIV do Tướng Oscar Griswold chỉ huy tiến về hướng Nam đến thành phố Manila, mặc cho những mối quan ngại của Krueger rằng cánh phía Đông của ông không được bảo vệ và dễ bị tổn thương nếu quân Nhật tấn công. Tuy nhiên, không có một cuộc tấn công như vậy xảy ra và lực lượng Mỹ không gặp phải sự kháng cự đáng kể nào cho đến khi họ đến được căn cứ không quân Clark ngày 23 tháng 1. Trận đánh tại đây kéo dài cho tới tận cuối tháng 1 và sau khi lấy được vị trí này, Quân đoàn XIV thẳng tiến về Manila.

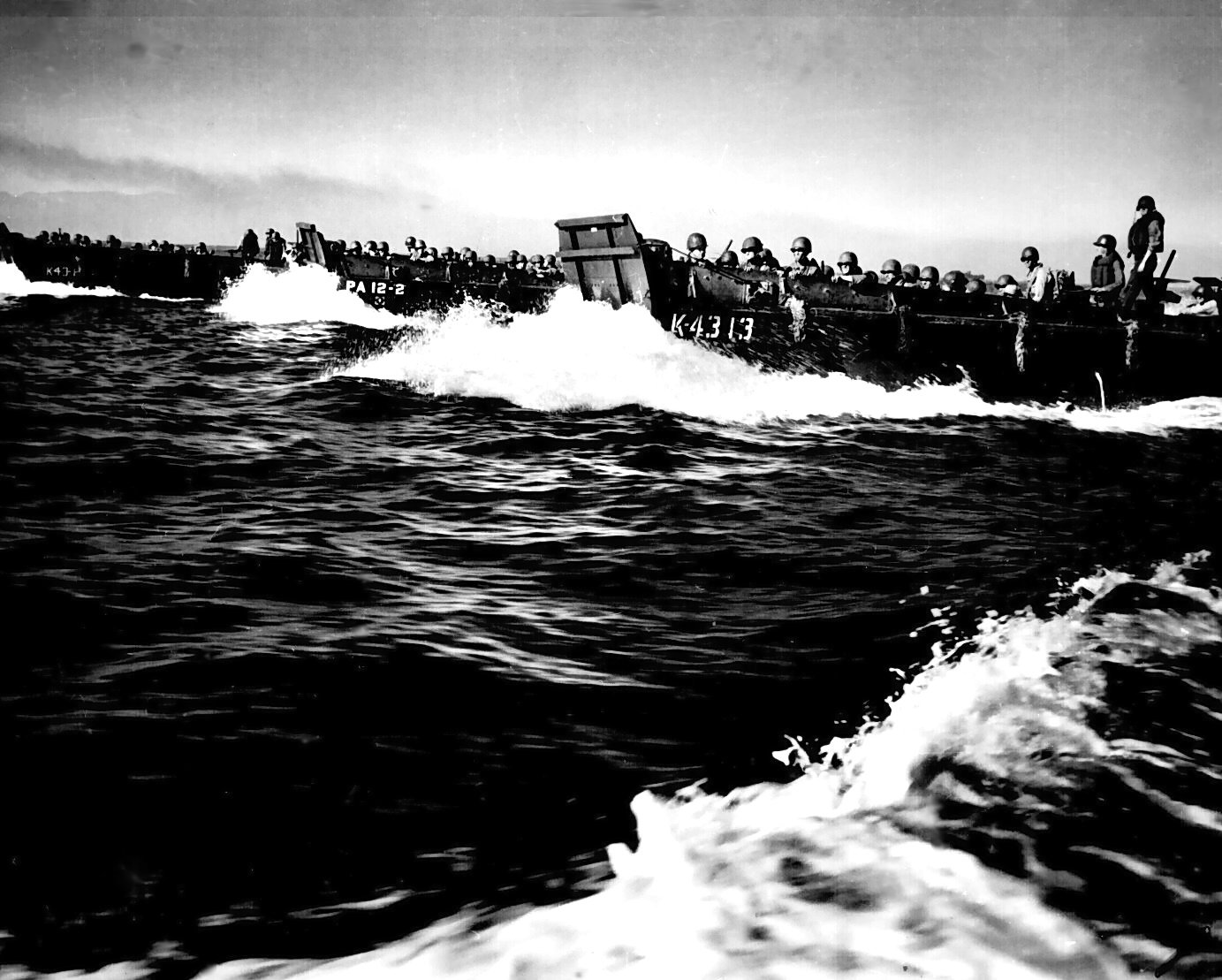
Làn sóng của các binh lính đầu tiên tiếp cận Luzon.

Cuộc đổ bộ thứ hai diễn ra ngày 15 tháng 1, 45 dặm về phía Tây Nam Manila. Đến ngày 31 tháng 1, hai Trung đoàn thuộc Sư đoàn Không vận 11 làm cuộc đổ bộ bằng đường không chiếm giữ một cây cầu và sau đó tiến về Manila. Ngày 3 tháng 2, Sư đoàn Kỵ binh số 1 chiếm giữ cây cầu bắt ngang sông Tuliahan dẫn tới thành phố. Họ tiến vào thành phố vào buổi tối, và tại đây trận đánh giành quyền làm chủ Manila bắt đầu. Đến 4 tháng 2 các lính dù thuộc Sư đoàn không vận 11 tiếp cận thành phố từ hướng Nam, sau đó họ bị chặn lại khi đụng độ với hệ thống phòng thủ chính của quân Nhật phía Nam Manila. Tướng Yamashita đã ra lệnh phá hủy tất cả các cây cầu và các cơ sở quan trọng khác ngay khi lực lượng Mỹ tiến vào thành phố, và lực lượng Nhật tại đây đào các đường hào khắp thành phố nhằm chống trả lại lính Mỹ. Tướng MacArthur loan báo về sự tái chiếm Manila cùng ngày hôm đó. Đến 11 tháng 2, Sư đoàn Không vận 11 đánh chiếm được vị trí phòng thủ cuối cùng của quân Nhật ở vòng ngoài, khép chặt vòng vây đối với thành phố. Tiếp theo lực lượng Mỹ và Philippines thực hiện các chiến dịch càn quét trong thành phố nhiều tuần sau đó. Thương vong trong trận này là 1.010 lính Mỹ và 12.000 lính Nhật.
Các trận chiến khác vẫn diễn ra tại nhiều nơi trên hòn đảo Luzon trong các tuần tiếp theo, cùng với số binh lính Mỹ ngày một tăng do được sự tăng viện tích cực. Các chiến binh người Philippines cũng góp phần gây rối quân Nhật và tấn công và làm chủ một vài nơi. Đến tháng 3 thì lực lượng Đồng Minh đã hoàn toàn kiểm soát mọi cơ sở kinh tế quan trọng và các vị trí chiến lược trên đảo. Những nhóm tàn quân Nhật nhỏ rút lui về vùng các rừng núi trên đảo nơi mà họ bị bao vây. Các vị trí quân Nhật trong núi hầu hết đều ngừng bắn sau sự đầu hàng vô điều kiện của Nhật trong chiến tranh nhưng các vị trí rải rác khác vẫn chống trả nhiều năm sau. Tổn thất của hai bên đặc biệt cao, tổng cộng quân Nhật mất 205.535 lính, và 9.050 bị bắt làm tù binh. Thương vong quân Đồng Minh thì ít hơn với 8.310 người chết và 29.560 bị thương.